# Lehrprinz
Der Begriff Lehrprinz bezeichnet einen Lehrherrn, Lehrmeister bzw. Mentor, heutzutage vor allem im Jagdwesen, historisch aber auch in der Forstwirtschaft allgemein. Die Bezeichnung wurde zudem als Titel für jagdliche Lehrbücher übernommen.

## Deutschland
Die beim Lehrprinzen in der Ausbildung befindlichen Jäger bezeichnet man unabhängig von ihrem Lebensalter und unter Bezug auf die erst kürzlich abgelegte Jägerprüfung als Jungjäger.
Der Lehrprinz agiert als Mentor für den noch unerfahrenen Jungjäger, vermittelt jagdliches Praxiswissen und bietet dem Jungjäger eine Jagdmöglichkeit in seinem Jagdrevier (in diesem Zusammen auch als Lehrrevier bezeichnet). Der Jungjäger unterstützt im Gegenzug den Lehrprinzen bei Hege, Jagd und sonstigen Arbeiten im Revier, etwa bei der Erfüllung des Abschussplans, dem Bau und Erhalt von Jagdeinrichtungen wie Hochsitze und Fütterungen sowie beim Anlegen und Pflege von Wildäckern, Luderplätzen und Pirschpfaden.

## Österreich
In Österreich wird in jüngerer Zeit auch der Leiter eines jagdlichen Ausbildungskurses als Lehrprinz bezeichnet.

## Etymologie
Der Begriff Lehrprinz leitet sich von Lehrprinzipal  ab (lateinisch prinzipalis), dem Lehrmeister der Jäger. Lehrprinz wurde auch für Lehrer von Trompetern und Barbieren verwendet.